# 清見村立牧ヶ洞中学校
清見村立牧ヶ洞中学校（きよみそんりつ まきがほらちゅうがっこう）は、岐阜県大野郡清見村（現・高山市）に存在した公立中学校。

## 概要
- 牧ヶ洞小学校に併設され、牧ヶ洞小中学校とも称した。1963年、清見村の5つの中学校（池本中・夏厩中・大原中・福寄中・牧ヶ洞中）を統合し、清見中学校の開校により廃校。

## 沿革
- 1947年（昭和22年）4月 - 清見村立牧ヶ洞中学校として開校。牧ヶ洞小学校に併設。
- 1963年（昭和38年）4月1日 - 清見村の5つの中学校が統合され、清見中学校が開校。名目上の統合であり、福寄中学校は清見中学校牧ヶ洞教室となる。
- 1964年（昭和39年）11月19日 - 清見中学校の校舎が完成し、開校式が行われる。同時に牧ヶ洞教室は廃止。